# Ryo Sato
Ryo Sato (佐藤 亮 Sato Ryo?), född 24 november 1997 i Tokyo prefektur, är en japansk fotbollsspelare.
Sato började sin karriär 2020 i Giravanz Kitakyushu.